# چکویشی
چکویشی (گرجی: ჭყვიში) یک روستا در شهرداری وانی منطقه ایمرتی در کشور گرجستان است.
نام این روستا برای نخستین بار در سده شانزدهم یاد شده است.
گالاکتیون تابیدزه و تیتسیان تابیدزه دو شاعر شناخته‌شده گرجستان در همین روستا زاده شده بودند.
خانه‌موزه گالاکتیون و تیتسیان تابیدزه در این روستا واقع شده است.

## جمعیت
در زمان سرشماری ملی سال ۲۰۱۴، چکویشی ۳۷۶ نفر جمعیت داشت که تقریباً همگی گرجی بودند.
| جمعیت | سرشماری سال ۲۰۰۲ | سرشماری سال ۲۰۱۴ |
| ----- | ---------------- | ---------------- |
| جمع   | ۵۴۳              | ۳۷۶              |